# Lessay

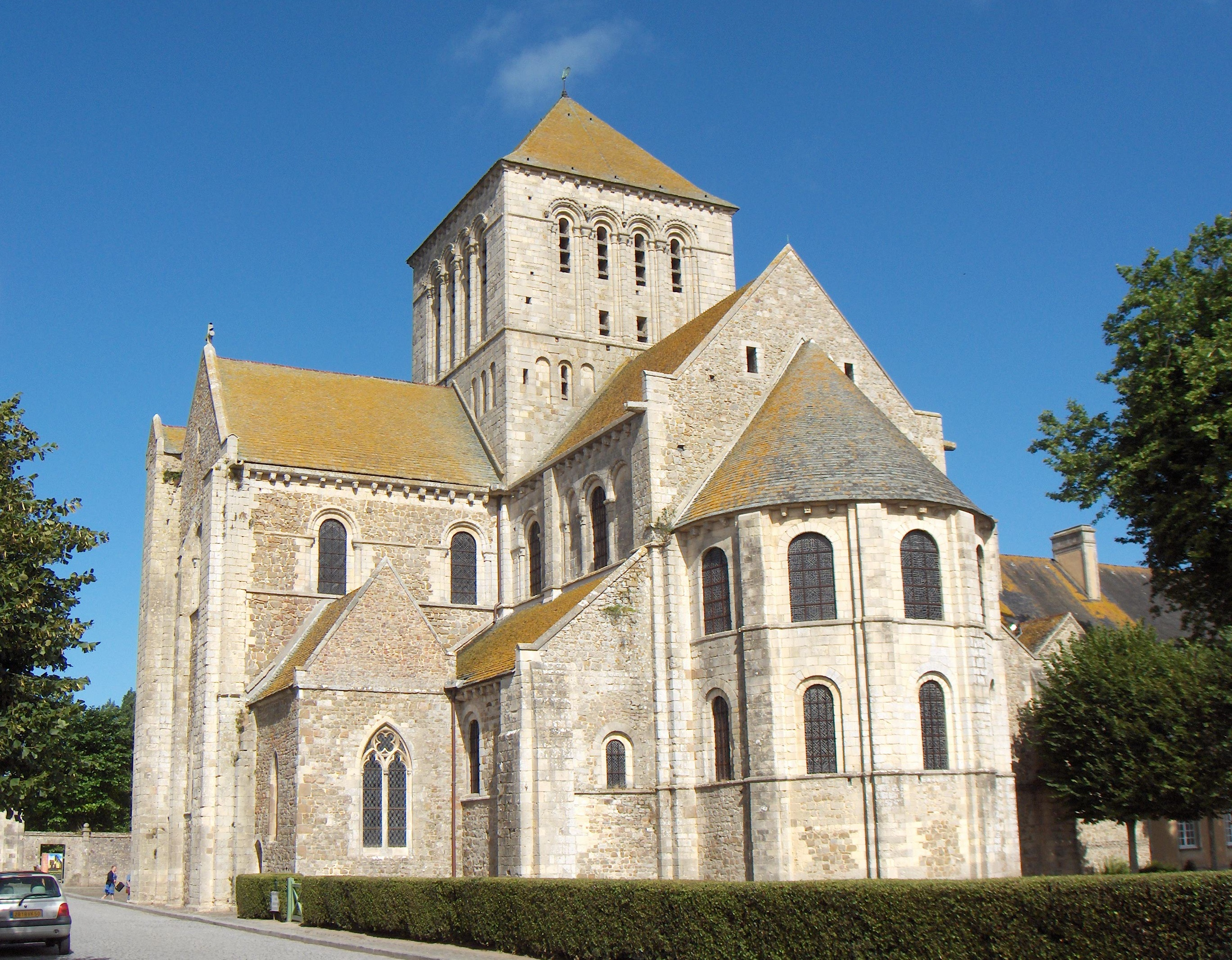
La chiesa abbaziale di Lessay

Lessay è un comune francese di 2 071 abitanti situato nel dipartimento della Manica nella regione della Normandia.

## Società

### Evoluzione demografica
Abitanti censiti